# ITF Women’s World Tennis Tour 2021 (Januar–März)
In den folgenden Tabellen werden die Tennisturniere des ersten Quartals der ITF Women’s World Tennis Tour 2021 dargestellt.

## Turnierplan
| Kategorien            | Kategorien           |
| World Tennis Tour 25+ | World Tennis Tour 15 |
| --------------------- | -------------------- |
| W100                  | —                    |
| W80                   | —                    |
| W60                   | —                    |
| W25                   | —                    |
| —                     | W15                  |

### Januar
| Datum 1                            | Turnierort                                                                                       | Siegerin Einzel                                                                                  | Siegerinnen Doppel                                  |
| ---------------------------------- | ------------------------------------------------------------------------------------------------ | ------------------------------------------------------------------------------------------------ | --------------------------------------------------- |
| 4.1.                               |                                                                                                  |                                                                                                  |                                                     |
| Monastir                           | Salma Djoubri                                                                                    | Darja Astachowa Inès Ibbou                                                                       |                                                     |
| Kairo                              | Jéssica Bouzas Maneiro                                                                           | Anastasia Nefedova Lexie Stevens                                                                 |                                                     |
| Antalya                            | Tamara Čurović                                                                                   | Cemre Anıl İpek Öz                                                                               |                                                     |
| 11.1.                              |                                                                                                  |                                                                                                  |                                                     |
| Hamburg Tennis Future Hamburg 2021 | Zheng Qinwen                                                                                     | Anna Bondár Tereza Mihalíková                                                                    |                                                     |
| Monastir                           | Das Turnier wurde nach der 1. Runde wegen Sperre auf Grund der Coronavirus-Pandemie abgebrochen. | Das Turnier wurde nach der 1. Runde wegen Sperre auf Grund der Coronavirus-Pandemie abgebrochen. |                                                     |
| Kairo                              | Jéssica Bouzas Maneiro                                                                           | Elina Awanessjan Lexie Stevens                                                                   |                                                     |
| Antalya                            | Berfu Cengiz                                                                                     | Pia Lovrič Adrienn Nagy                                                                          |                                                     |
| 18.1.                              | Fudschaira                                                                                       | Clara Tauson                                                                                     | Çağla Büyükakçay Viktorija Golubic                  |
| 18.1.                              | Kairo                                                                                            | Sinja Kraus                                                                                      | Elina Awanessjan Lexie Stevens                      |
| 18.1.                              | Antalya                                                                                          | Finale wurde nach 4 Games wegen Schlechtwetter abgebrochen.                                      | Victoria Bosio Gabriela Cé                          |
| 18.1.                              | Manacor                                                                                          | Alexandra Eala                                                                                   | Ángela Fita Boluda Oxana Selechmetjewa              |
| 25.1.                              | Andrézieux-Bouthéon Engie Open Andrézieux-Bouthéon 42 2021                                       | Harmony Tan                                                                                      | Lu Jiajing You Xiaodi                               |
| 25.1.                              | Rome Georgia’s Rome Tennis Open 2021                                                             | Irene Burillo Escorihuela                                                                        | Emina Bektas Tara Moore                             |
| 25.1.                              | Kairo                                                                                            | Chantal Škamlová                                                                                 | Quirine Lemoine Gabriella Mujan                     |
| 25.1.                              | Antalya                                                                                          | Das Turnier wurde wegen Schlechtwetter abgebrochen.                                              | Das Turnier wurde wegen Schlechtwetter abgebrochen. |
| 25.1.                              | Manacor                                                                                          | Simona Waltert                                                                                   | Ylena In-Albon Camilla Rosatello                    |

### Februar
| Datum 1 | Turnierort                       | Siegerin Einzel       | Siegerinnen Doppel                                 |
| ------- | -------------------------------- | --------------------- | -------------------------------------------------- |
| 1.2.    | Antalya                          | Miriam Bianca Bulgaru | María Fernanda Herazo González Yuliana Lizarazo    |
| 1.2.    | Manacor                          | Oxana Selechmetjewa   | Francisca Jorge Stéphanie Visscher                 |
| 1.2.    | Schymkent                        | Julija Hatouka        | Weronika Baszak Anastassija Tichonowa              |
| 1.2.    | Scharm asch-Schaich              | Magali Kempen         | Liang En-shuo Kyōka Okamura                        |
| 1.2.    | Monastir                         | Linda Fruhvirtová     | Linda Fruhvirtová Marija Timofejeva                |
| 8.2.    | Potchefstroom                    | Nuria Párrizas Díaz   | Lesley Pattinama Kerkhove Bibiane Schoofs          |
| 8.2.    | Grenoble                         | Viktorija Golubic     | Ioana Loredana Roșca Kimberley Zimmermann          |
| 8.2.    | Antalya                          | Polina Kudermetowa    | Dorka Drahota-Szabó Caijsa Wilda Hennemann         |
| 8.2.    | Villena                          | Laura Pigossi         | Alba Carrillo Marin Ángela Fita Boluda             |
| 8.2.    | Schymkent                        | Anastassija Tichonowa | Jekaterina Kasionowa Sabina Sharipova              |
| 8.2.    | Scharm asch-Schaich              | Lucia Bronzetti       | Kristýna Lavičková Anna Sisková                    |
| 8.2.    | Monastir                         | Linda Fruhvirtová     | Weronika Falkowska Linda Fruhvirtová               |
| 15.2.   | Altenkirchen AK Ladies Open 2021 | Clara Tauson          | Paula Kania-Choduń Julia Wachaczyk                 |
| 15.2.   | Orlando                          | Katie Swan            | Emina Bektas Tara Moore                            |
| 15.2.   | Potchefstroom                    | Nuria Párrizas Díaz   | Miriam Kolodziejová Jesika Malečková               |
| 15.2.   | Antalya                          | Andreea Prisăcariu    | Cristina Dinu Chantal Škamlová                     |
| 15.2.   | Scharm asch-Schaich              | Schalimar Talbi       | Erika Sema Schalimar Talbi                         |
| 15.2.   | Monastir                         | Weronika Falkowska    | Weronika Falkowska Viktória Morvayová              |
| 22.2.   | Moskau                           | Urszula Radwańska     | Valentini Grammatikopoulou Anastassija Sacharowa   |
| 22.2.   | Boca Raton                       | Varvara Lepchenko     | Usue Maitane Arconada Caroline Dolehide            |
| 22.2.   | Poitiers                         | Darija Snihur         | Federica Di Sarra Camilla Rosatello                |
| 22.2.   | Antalya                          | Dea Herdželaš         | Mariana Dražić Oana Georgeta Simion                |
| 22.2.   | Scharm asch-Schaich              | Sabine Rutlauka       | Lisa-Marie Rioux Erika Sema                        |
| 22.2.   | Monastir                         | Weronika Falkowska    | Karola Patricia Bejenaru Ilona Georgiana Ghioroaie |

### März
| Datum 1 | Turnierort          | Siegerin Einzel       | Siegerinnen Doppel                          |
| ------- | ------------------- | --------------------- | ------------------------------------------- |
| 1.3.    | Manacor             | Nuria Párrizas Díaz   | Réka Luca Jani Lara Salden                  |
| 1.3.    | Newport Beach       | Danielle Lao          | Vania King Maegan Manasse                   |
| 1.3.    | Scharm asch-Schaich | Erika Andrejewa       | Erika Sema Anna Sisková                     |
| 1.3.    | Monastir            | Weronika Falkowska    | Merel Hoedt Eliessa Vanlangendonck          |
| 1.3.    | Neu-Delhi           | Pia Lovrič            | Pia Lovrič Adrienn Nagy                     |
| 1.3.    | Antalya             | Nuria Brancaccio      | Jessie Aney Ingrid Gamarra Martins          |
| 8.3.    | Kasan               | Julija Hatouka        | Ulrikke Eikeri Schalimar Talbi              |
| 8.3.    | Pune                | Laura Pigossi         | Rutuja Bhosale Emily Webley-Smith           |
| 8.3.    | Amiens              | Seone Mendez          | Seone Mendez María José Portillo Ramírez    |
| 8.3.    | Scharm asch-Schaich | Yuriko Lily Miyazaki  | Momoko Kobori Ayano Shimizu                 |
| 8.3.    | Monastir            | Jana Kaladsinskaja    | Oana Gavrilă Ilona Georgiana Ghioroaie      |
| 8.3.    | Manacor             | Marina Bassols Ribera | Ángela Fita Boluda Oxana Selechmetjewa      |
| 8.3.    | Antalya             | Park So-hyun          | Miriam Kolodziejová Aneta Laboutková        |
| 15.3.   | Scharm asch-Schaich | Sakura Hosogi         | Momoko Kobori Ayano Shimizu                 |
| 15.3.   | Monastir            | Monika Kilnarová      | Isabelle Haverlag Anastassija Pribylowa     |
| 15.3.   | Antalya             | Jang Su-jeong         | Han Na-lae Lee So-ra                        |
| 15.3.   | Gonesse             | Marine Partaud        | Tina Cvetkovič Zoe Howard                   |
| 15.3.   | Bratislava          | Linda Nosková         | Elena Malygina Alice Robbe                  |
| 22.3.   | Buenos Aires        | Yūki Naitō            | Amina Anschba Panna Udvardy                 |
| 22.3.   | Bratislava          | Linda Nosková         | Elena Malygina Alice Robbe                  |
| 22.3.   | Antalya             | Cristina Dinu         | Sina Herrmann Jang Su-jeong                 |
| 22.3.   | Scharm asch-Schaich | Yuriko Miyazaki       | Alicia Barnett Yuriko Miyazaki              |
| 22.3.   | Le Havre            | Lucia Bronzetti       | Francisca Jorge Camilla Rosatello           |
| 22.3.   | Monastir            | Anastasia Kulikova    | Isabelle Haverlag Anastassija Pribylowa     |
| 29.3.   | Villa María         | Beatriz Haddad Maia   | Valentini Grammatikopoulou Richèl Hogenkamp |
| 29.3.   | Dubai               | Jodie Anna Burrage    | Emina Bektas Tara Moore                     |
| 29.3.   | Monastir            | Hanna Kubarawa        | Isabelle Haverlag Anastassija Pribylowa     |
| 29.3.   | Scharm asch-Schaich | Paige Hourigan        | Elena-Teodora Cadar Olivia Gadecki          |
| 29.3.   | Antalya             | Andreea Prisăcariu    | Jang Su-jeong Lee So-ra                     |